# Musina Ebobissé
Musina Ebobissé (* 1990 in Frankreich) ist ein französischer Jazzmusiker (Tenorsaxophon, Komposition).

## Leben und Wirken
Ebobissé, der in einer musikalischen Familie aufwuchs, begann im Alter von acht Jahren mit dem Saxophonspiel. 2008 begann er sein Jazzstudium am Konservatorium von Strasburg bei Eric Watson, Michaël Alizon, Philippe Aubry und Bernard Struber. Daneben spielte er in Musikprojekten in unterschiedlichen musikalischen Genres. Auch absolvierte er in Strasbourg 2012 einen Bachelor-Abschluss in Soziologie. 2013 zog Ebobissé nach Berlin, wo er im Jazz-Institut Berlin bei Peter Weniger, John Hollenbeck, Jim Black, Kurt Rosenwinkel und Greg Cohen seinen Bachelor-Abschluss in Jazz-Performance und 2019 einen Master-Abschluss in Jazz-Komposition absolvierte.
Ebobissé legte 2019 bei Double Moon Records sein Debütalbum Timeprints mit seinem Quintett (zu dem Olga Amelchenko, Povel Widestrand, Igor Spallati und Moritz Baumgärtner gehören) vor. Daneben leitete er sein ERB Trio und Blendreed. Weiterhin gehört er zu den Gruppen von Ganna Gryniva (Dyki Lys), Thijs de Klijn, Olga Amelchenko, den Sazerac Swingers, der Hans Anselm Big Band und dem Art Ensemble von Moabit.

## Preise und Auszeichnungen
Ebobissé erhielt 2018 den zweiten Preis beim Internationalen Jazzkompositionswettbewerb von Katowice.